# Boanerges Pereira de Medeiros
Boanerges Pereira de Medeiros (São Joaquim, 11 de agosto de 1882 — 28 de fevereiro de 1951) foi um político brasileiro.
Filho de Francisco Pereira de Medeiros e de Inês Batista Ribeiro, filha de João da Silva Ribeiro.
Foi deputado à Assembleia Legislativa de Santa Catarina na 11ª legislatura (1922 — 1924) e na 12ª legislatura (1925 — 1927).